# Gersimi
Gersimi er en af guderne i nordisk mytologi. Hun er datter af Freja og Od samt søster til Hnoss. Hun er blond i modsætning til sin søster, og hun har arvet sin mors fortryllende skønhed.